# Towarzystwo im. Jana Matejki
Towarzystwo im. Jana Matejki – stowarzyszenie działające w latach 1895–1908, którego celem było nabycie domu, w którym urodził się i mieszkał Jan Matejko, urządzenie w nim muzeum i przekazanie gminie Kraków lub innej instytucji.

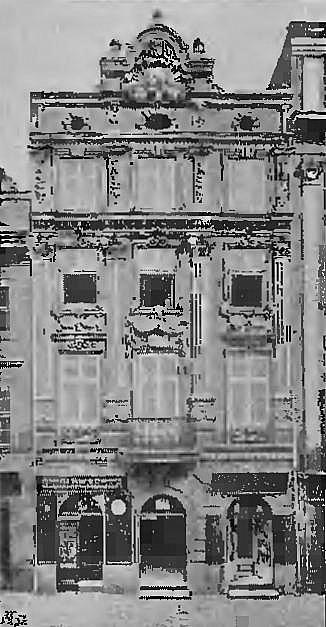
Dom przy ul. Floriańskiej (ok. 1898)

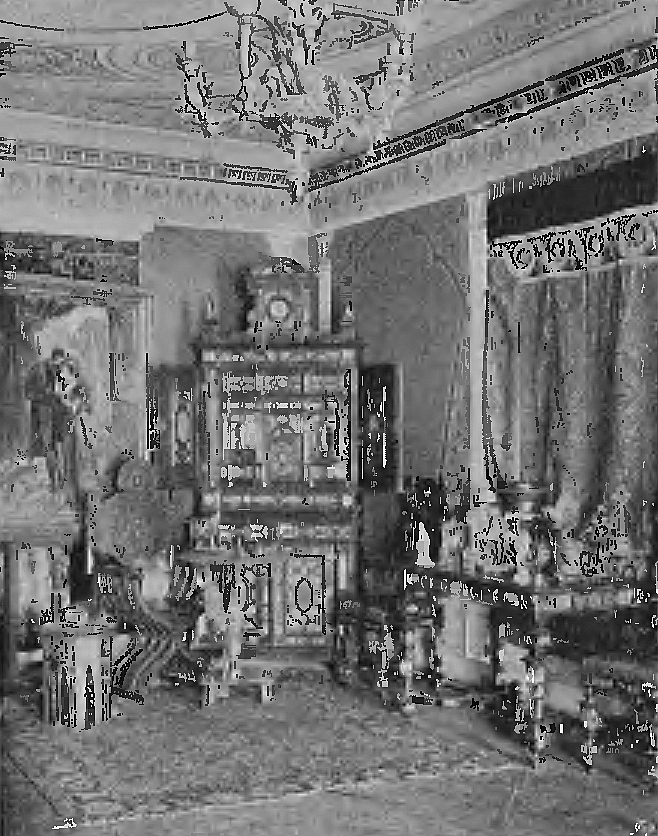
Wnętrze domu (ok. 1898)

## Historia
Po pogrzebie Jana Matejki profesor Uniwersytetu Jagiellońskiego Marian Sokołowski zaproponował kupienie domu artysty w celu urządzenia tam muzeum. Pomysł uzyskał wsparcie społeczeństwa. Gmina Kraków powołała Komitet dla uczczenia pamięci Jana Matejki, którego pierwsze posiedzenie odbyło się w sali obrad magistratu w dniu 7 stycznia 1894 roku. Przewodniczącym wybrano Eustachego Sanguszkę, jego zastępcami prezydenta Krakowa Józefa Friedleina, Stanisława Tarnowskiego, skarbnikiem dyrektor kasy oszczędności Franciszka Slęka, a sekretarzem Tadeusza Stryjeńskiego. Powołano też komitet wykonawczy, który miał zająć się zakupem domu Matejki. W jego skład weszli: Marian Sokołowski, Piotr Stachiewicz, Tadeusz Stryjeński i Franciszek Slęk. Profesor Sokołowski przekazał informację o zebranych i zadeklarowanych do tej pory funduszach, które uchwalono złożyć w Kasie Oszczędności m. Krakowa. Okazało się, że zebrano ponad 13 tysięcy złr.
Komitet wykonawczy jako komitet pięciu (z udziałem Konstantego Górskiego) opracował w marcu 1895 statut Towarzystwa im. Jana Matejki, który został zatwierdzony przez Namiestnictwo Galicji w kwietniu tegoż roku. Dlatego 12 maja 1895 roku komitet dla uczczenia pamięci Jana Matejki rozwiązał się i przekazał zgromadzone pieniądze towarzystwu. Kamienicę przy ulicy Floriańskiej 41 zakupiono 7 listopada 1895 roku za 35 tysięcy złr, a 10 tysięcy z dotacji Wydziału Krajowego zapłacono za dekoracje i kostiumy. W 1897 roku, pomimo że muzeum nie było jeszcze urządzone, podjęto decyzję o udostępnieniu go zwiedzającym po porozumieniu z kustoszem.
Na 6 marca 1898 roku zaplanowano uroczystość otwarcia i poświęcenia Domu Matejki z udziałem rodziny, przedstawicieli władz, duchowieństwa i malarzy. Zaproszono również członków honorowych towarzystwa: Eustachego Stanisława Sanguszkę, bpa Ignacego Łobosa, Katarzynę Potocką, Adama Sapiechę, Marcelego Czartoryskiego, Stanisława Tarnowskiego, Andrzeja Potockiego, Zdzisława Marchwickiego, profesora Browicza. Uroczystość poświęcenia jednak nie odbyła się. Poinformowano, że zostanie połączona z poświęceniem pomnika w kościele mariackim. Nie wszyscy zaproszeni goście przybyli na uroczystość. Członków honorowych reprezentowali: Katarzyna Potocka, Stanisław Tarnowski i Tadeusz Browicz. Miasto reprezentowali: Józef Friedlein i radcy: Henryk Jordan, Maksymilian Kohn i Franciszek Paszkowski. Rodzinę Matejki reprezentowali: syn Tadeusz Matejko, córka Beata Kirchmajerowa z mężem Julianem, bracia Edmund i Adolf. Przybył również sekretarz Matejki Marian Gorzkowski. Rodzina po obejrzeniu domu stwierdziła, że został on urządzony dokładnie tak, jak wyglądał za życia mistrza.
Z tej okazji zaplanowano kiermasz średniowieczny i początek tomboli artystycznej, na którą pozyskano 116 obrazów, rzeźby, medaliony i bilety artystyczne. Dochód przeznaczono na remont trzeciego piętra, na którym mieści się pracownia Matejki oraz utworzenie nowej sali ze szkicami i fotografiami. Także w 1898 ukazała się publikacja pt. Dom Jana Matejki z 6 rycinami autorstwa Adolfa Sternschussa, z której dochód był przeznaczony na Dom Matejki.
12 maja poświęcono pomnik Matejki w kościele mariackim, jednak zapowiedziane poświęcenie domu nie odbyło się. Uroczystość przełożono na 20 maja. Wzięli w niej udział między innymi: bp Puzyna, prezydent Friedlein, prezydent sądu Czyszczan, dyrektor Muzeum Narodowego Władysław Łuszczkiewicz, sekretarz AU Stanisław Smolka, konserwator krakowski Stanisław Tomkiewicz, profesorowie UJ Jerzy Mycielski i Piotr Bieńkowski, profesorowie Szkoły Sztuk Pięknych Jan Stanisławski, Józef Unierzyski (zięć Matejki) i sekretarz Gorzkowski. Po zwiedzeniu domu w towarzystwie M. Sokołowskiego biskup Puzyna poświęcił budynek, rozpoczynając od sypialni artysty poprzez salon, salę jadalną i kancelarię. Po uroczystości uczestnicy wpisali się do księgi pamiątkowej.
W maju 1898 roku dom zwiedził i wpisał się do księgi pamiątkowej namiestnik Galicji Leon Piniński.
W 1904 roku towarzystwo za zgodą rady miasta przekazało muzeum w tymczasowy zarząd gminie Kraków. Ta nakazała przejąć nieruchomość i zbiory dyrektorowi Muzeum Narodowego. Równocześnie Rada przeznaczyła 800 złr na adaptację Domu Matejki.
19 stycznia 1908 roku w sali Collegium Novum odbyło się ostatnie zebranie towarzystwa. Ponieważ Rada miasta Krakowa podjęła uchwałę zatwierdzającą umowę o przekazaniu przez Towarzystwo Domu Matejki i znajdującego się tam muzeum uchwalono, że akt darowizny podpiszą: prezes Marian Sokołowski, sekretarz Stanisław Estreicher i członek wydziału Adolf Sternschuss. Towarzystwo zrealizowało swój cel, dlatego zgodnie ze statutem podjęto decyzję o jego rozwiązaniu.

## Organizacja
Zgodnie za statutem na czele towarzystwa stał wydział wybierany przez zgromadzenie ogólne składający się z 8 członków: prezesa, wiceprezesa, sekretarza, skarbnika i czterech członków.
Członkami czynnymi towarzystwa zostali jego założyciele oraz osoby, które wpłaciły co najmniej 100 złr, wspierającymi osoby deklarujące wpłaty co najmniej 6 złr rocznie, a honorowymi wpłacający 500 złr i więcej oraz osoby zasłużone dla towarzystwa i nominowane przez władze. Członkowie mieli prawo do wolnego wstępu do muzeum, wybierania władz i udziału w zgromadzeniach ogólnych. Odbywały się one raz roku, w styczniu.

## Zarząd
Pierwszy wydział nie został wybrany przez zgromadzenie ogólne, lecz powołany w statucie z 1895 roku. W jego skład weszli: prezes – Marian Sokołowski, wiceprezes – Tadeusz Stryjeński, sekretarz – Konstanty Górski, skarbnik – Franciszek Slęk i członkowie: Julian Fałat, Karol Pieniążek (wiceprezydent Krakowa), Edward Raczyński i Piotr Stachiewicz. Podczas walnego zebrania w dniu 13 marca 1898 roku podjęto decyzję o powiększeniu liczby członków wydziału do 10. Do prezesa Mariana Sokołowskiego, sekretarza Stanisława Estreichera, skarbnika Franciszka Slęka i Piotra Stachowicza po wyborach uzupełniających dołączyli: Tadeusz Stryjeński, Edward Raczyński, Józef Mehoffer, Leszek Wiśniowski i Walenty Staniszewski.